# Fort Nassau (Ghana)
Pour les articles homonymes, voir Fort Nassau.
Pour un article plus général, voir Forts et châteaux de Volta, d'Accra et ses environs et des régions centrale et ouest.
Le fort Nassau est un ancien comptoir colonial fortifié construit sur la Côte de l'Or, sur le littoral de l'actuel Ghana, par les Néerlandais au XVIIe siècle. Il constituait leur seul fort sur la côte de l'Afrique avant leur reprise en 1637 du fort d'Elmina, jusque-là occupé par les Portugais, et situé à seulement trois heures de marche de fort Nassau. Témoin de la traite négrière atlantique et de l'influence coloniale européenne sur l'Afrique de l'Ouest, le fort Nassau fait partie, depuis 1979, des forts de la côte ghanéenne inscrits sur la liste du patrimoine mondial de l'Unesco.

## Histoire
Les Hollandais disposaient d'un modeste comptoir de commerce à la fin du XVIe siècle sur le littoral de l'actuel Ghana. Par la suite, le fort hollandais de Nassau a été érigé en 1611 sur ordre des États-Généraux, à La Haye. La décision fut prise à la suite d’une demande du roi de Sabu. Au début de la trêve de Douze Ans qui commence en 1609, les Portugais sont moins pris par le conflit militaire contre les Hollandais et ils rasent rapidement le fort Nassau vers 1612. Il ne sera reconstruit en beaucoup plus grand et plus solide par les Hollandais qu'en 1624, dans les deux premières années d'exploitation de la Compagnie néerlandaise des Indes occidentales (WIC).

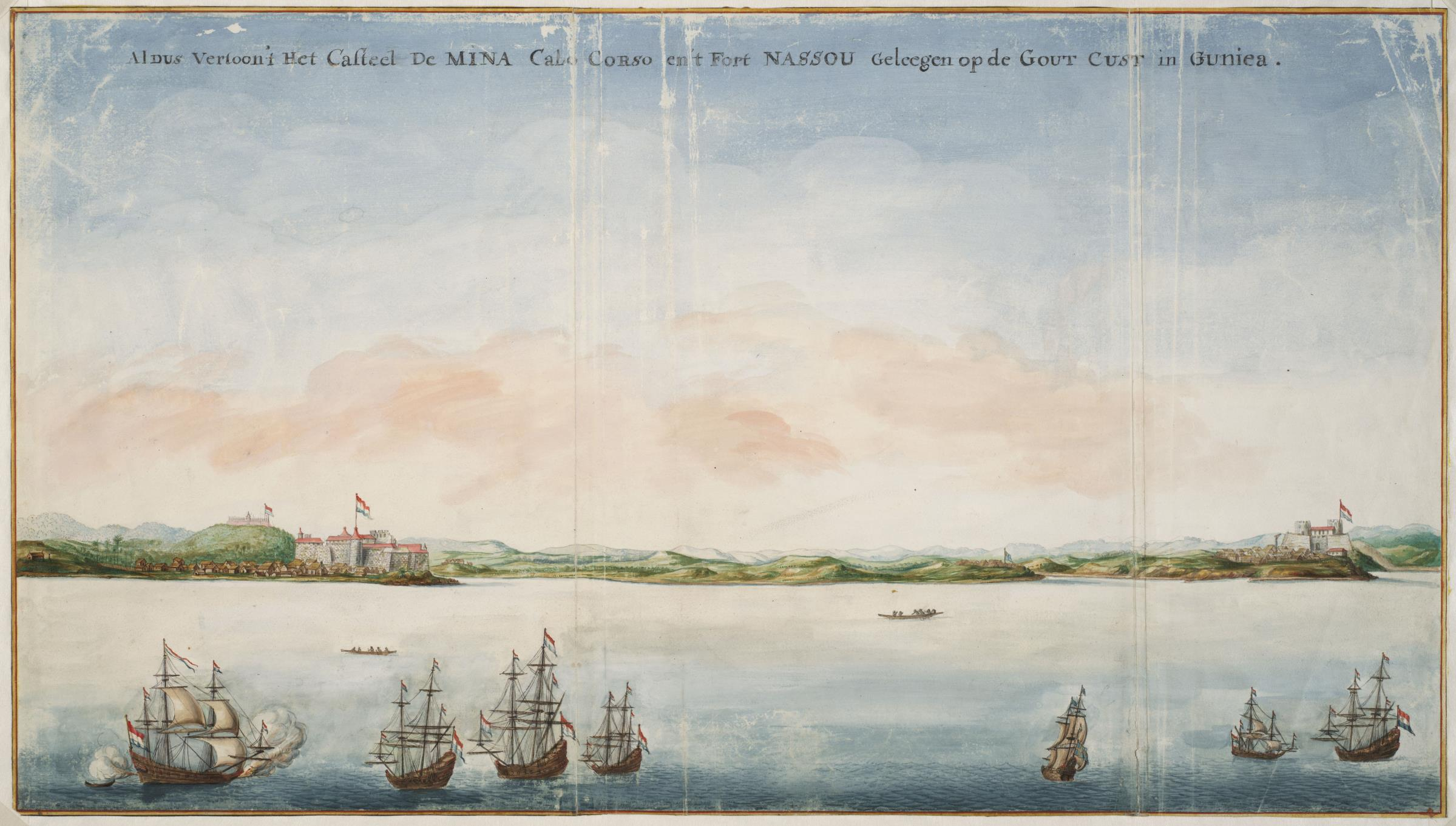
Fort d'Elmina (à gauche), et fort Nassau (à droite), vers 1665.

En 1617, Biram, roi du cap Vert, avait cédé aux Néerlandais l'île de Gorée, beaucoup plus au Nord, où ils bâtirent le fort Nassau, sur le sommet d'un roc escarpé, mais, comme il ne leur parait pas satisfaisant ils préfèrent avoir un autre fort Nassau à Morée, ancien comptoir appelé aussi Mawri, à 3 lieues à l'est du Cape Coast, mieux adapté pour « s'assurer une place pour se rendre maîtres de l'océan et du passage des Indes orientales ». Dans cette vue ils agrandissent considérablement ce fort Nassau, non loin du fort de la Mina, en 1624.
Le roi de Sabu avait envoyé deux émissaires en Hollande pour proposer la construction du fort. Les Portugais et les Hollandais des forts du XVIIe siècle perçoivent alors un impôt en poisson, sur les populations locales, évalués à un cinquième des prises selon les textes de l'époque.
Les prédécesseurs portugais n'avaient que 3 ou 4 forts de taille modeste, principalement sur le littoral, mais celui bâti à l'intérieur des terres vers 1623, fort Duma retenait l'attention. Les Portugais s'intéressaient en particulier à « l'accès aux gisements d'or » et vers 1623, ils tentent de remonter les rivières jusqu'à « la confluence de l'Ankobra et de la Duma ».

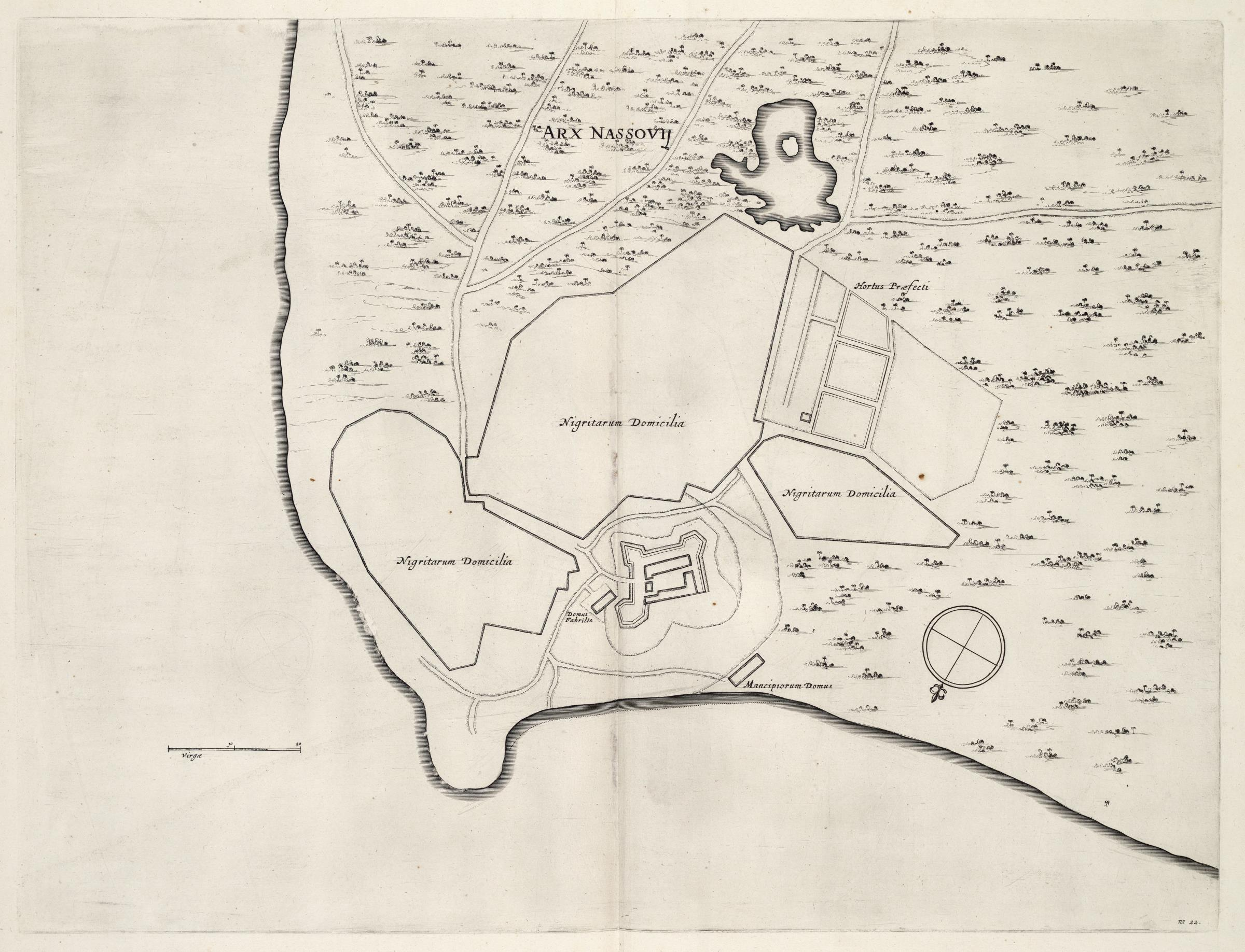
Plan du fort vers 1647.

Selon l'historien Jean-Michel Deveau, en 1623, les riverains de l’Ankobra attaquent une autre expédition portugaise remontant vers le nord pour ouvrir une mine à Aboasi, où le fort Duma venait d'être érigé encore plus au nord d'Axim, toujours sur les rives de l'Ankobra pour y extraire de l'or. Pour atteindre le fort Duma, il fallait remonter sur 35 km le fleuve Ankobra, la mine étant située encore plus au Nord . Les populations africaines du littoral contrôlaient fermement son acheminement jusqu'à la côte, malgré la distance et un accès favorisé par la rivière sur la moitié du trajet.

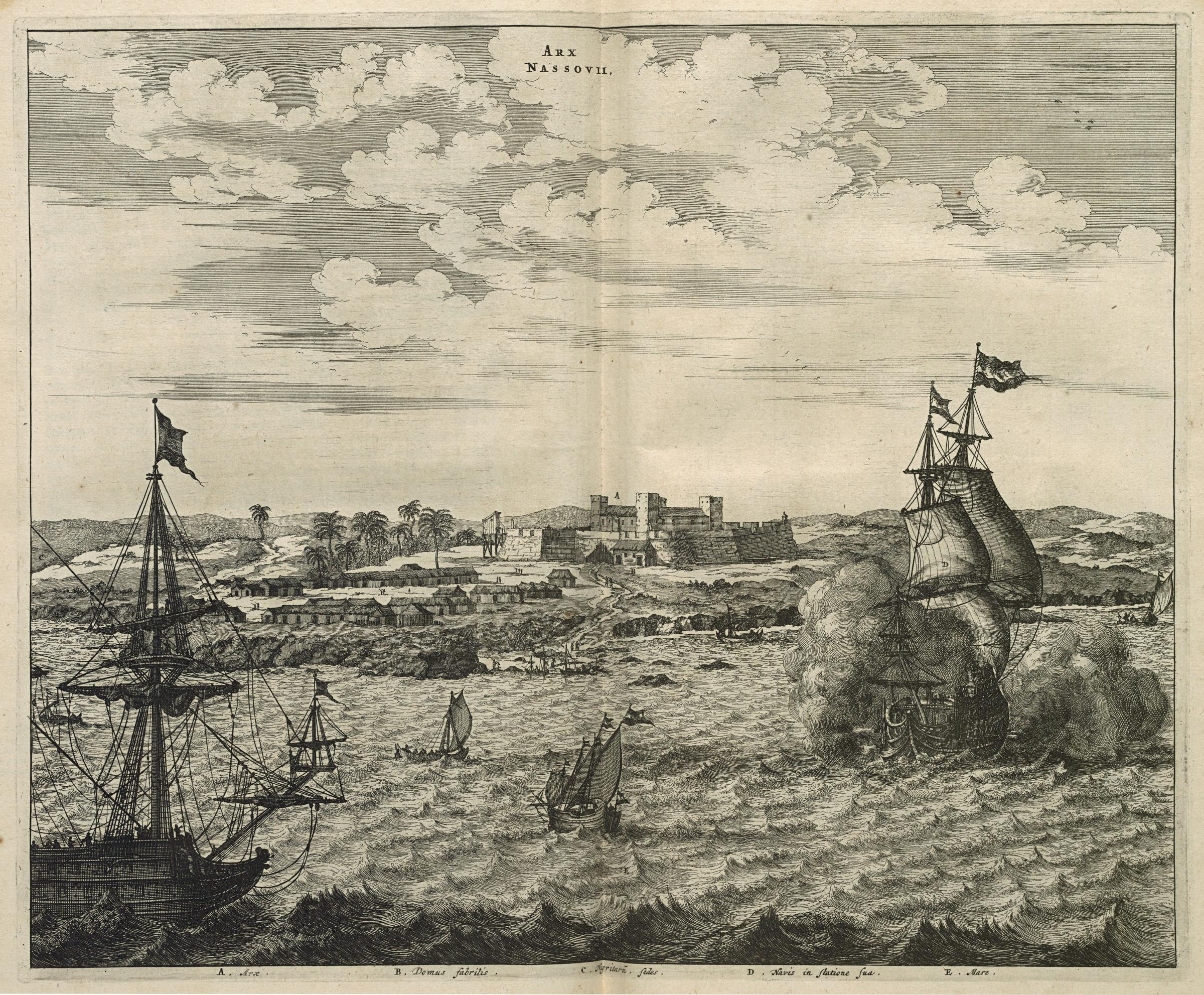
Le fort Nassau vers 1671.

Les Hollandais attaquèrent l'année suivante, en 1625, le fort d'Elmina, dont la situation « paraissait répondre à leur projet ». « Leur Vice-Amiral Jean Dirklamb descendit vers l'Pays de Komodo avec 1200 hommes », en partance vers les île d'Indonésie faisant partie des petites îles de la Sonde, mais les défenseurs du Fort ont surpris l'armée hollandaise au pic de la colline voisine, « avant qu'elle ne fût rassemblée et tuèrent plus de 400 soldats ou matelots », ce qui força les Hollandais à se retirer.
En 1625, Arent Jacobsz van Amersfoort est nomme commandant du fort et le 23 février 1631 arrive son successeur Jan Jochemsz Sticker, sur le navire corsaire "Le Lion Blanc", parti du fort du Texel. Le fort emploie alors 110 Africains, dont une partie sont payés, dirigés par deux capitaines noirs et le gouverneur vante les bonnes relations avec la population locale.

### L'arrière-pays minier

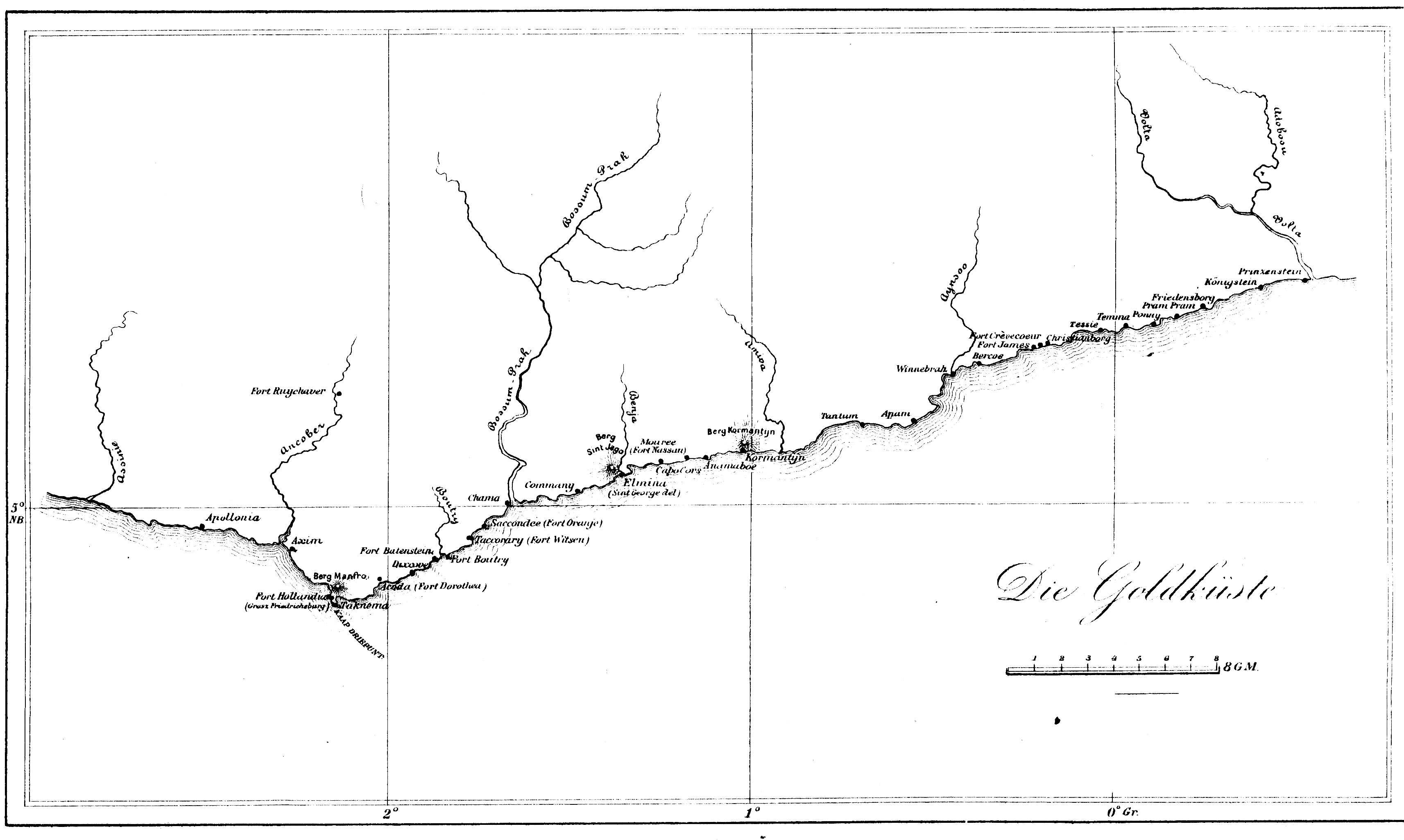
La carte de Doorman des forts sur la Côte de l'or.

Le fort et d'autres très proches ont donné son nom à la Côte de l'or. Au nord du fort Nassau, plusieurs lieux sont mentionnés comme « riches en or », parmi eux deux proches du Petit Inkassa, à l’est de Mampa et au nord du Grand Inkassa sur une carte de 1629 dont il existe deux copies, parmi lesquelles une probablement issue de l'atelier de Johannes Vingboons et conservée dans la collection d’Anville du Département des Cartes et Plans de la Bibliothèque Nationale à Paris. Tracée pour la Compagnie néerlandaise des Indes Occidentales, machine de guerre contre les Portugais, cette « carte de Propheet » présente une première reconnaissance de la Côte de l’Or, notamment des échanges commerciaux et relations politiques des populations locales avec les Portugais. Kees Zandvliet, elle a pu avoir été réalisée en Hollande par Hessel Gerritz, cartographe dédié de la Compagnie des Indes Occidentales de 1621 jusqu’à sa mort en 1632. Elle a inspiré le célèbre livre d'Olfert Dapper ainsi que Nicolas Sanson d’Abbeville, (1600-1667), géographe de Louis XIV, pour sa carte de l'Afrique.

### Le fort Ruijghaver

Les possibles localisations du fort Ruychaver.

Le Hollandais Jacob Ruijghaver, directeur des possessions de la Compagnie néerlandaise des Indes occidentales (WIC) ordonne ensuite l'érection d'un fort qui porte son nom, près des mines d'or, sur la même fleuve Ankobra, qui remonte plein nord à partir de la côte.
Mais une autre hypothèse d'historien le situe bien plus au nord, à 173 kilomètres de la côte en se basant sur le journal d'un directeur du fort d'Elmina, Valckenburg. Les deux sites furent des centres de production pré-coloniaux pour l'or. Les Hollandais ont envoyé des marchands de sel africains d'Axim pour commercer avec les populations locales d'Egwira et désamorcer leur mécontentement de cette pénétration.
Le gisement d'or parait s'être épuisé après les années 1680. Wilhelm Bosmann, qui a travaillé comme assesseur néerlandais sur la Gold Coast dans les années 1690, décrit ainsi la zone entre Assinie et Rio Cobra comme une mauvaise zone car l'or est de peu de valeur mais indique qu'il y avait un commerce très étendu et une abondance d'or au début des années 1680 et avant cela.

### Les autres siècles
L'influence hollandaise au nord du fort a duré plusieurs siècles. Dans les années 1830 les Hollandais ont tenté d'établir leur propre mine d'or. Puis en 1847-1849 le gouvernement néerlandais a sans succès tenté une extraction de l'or, employant des mineurs allemands, dans le district de Mpohor, près du village de Dabokrom, abandonné et en ruine en 1859.

## Galerie

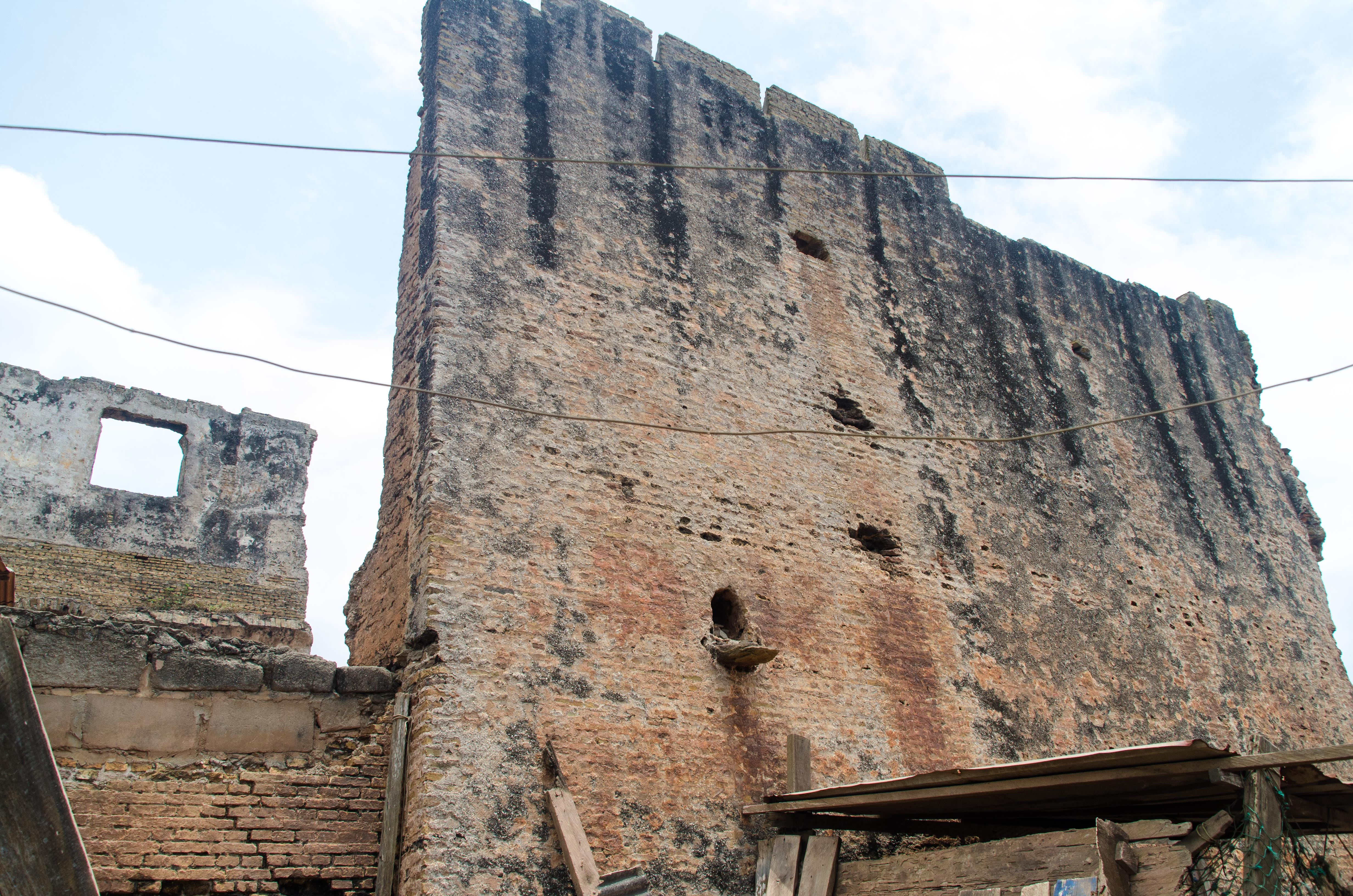
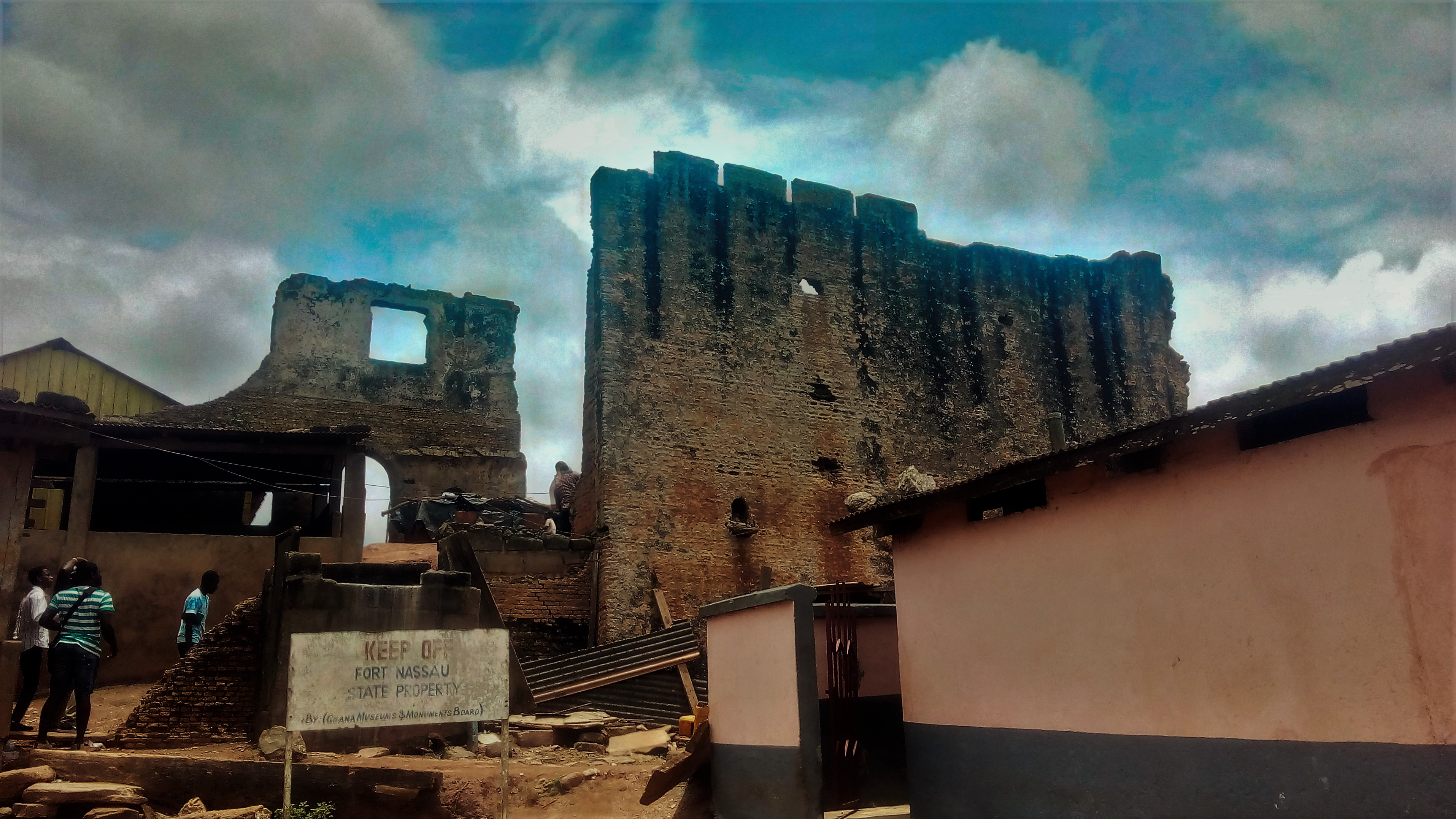
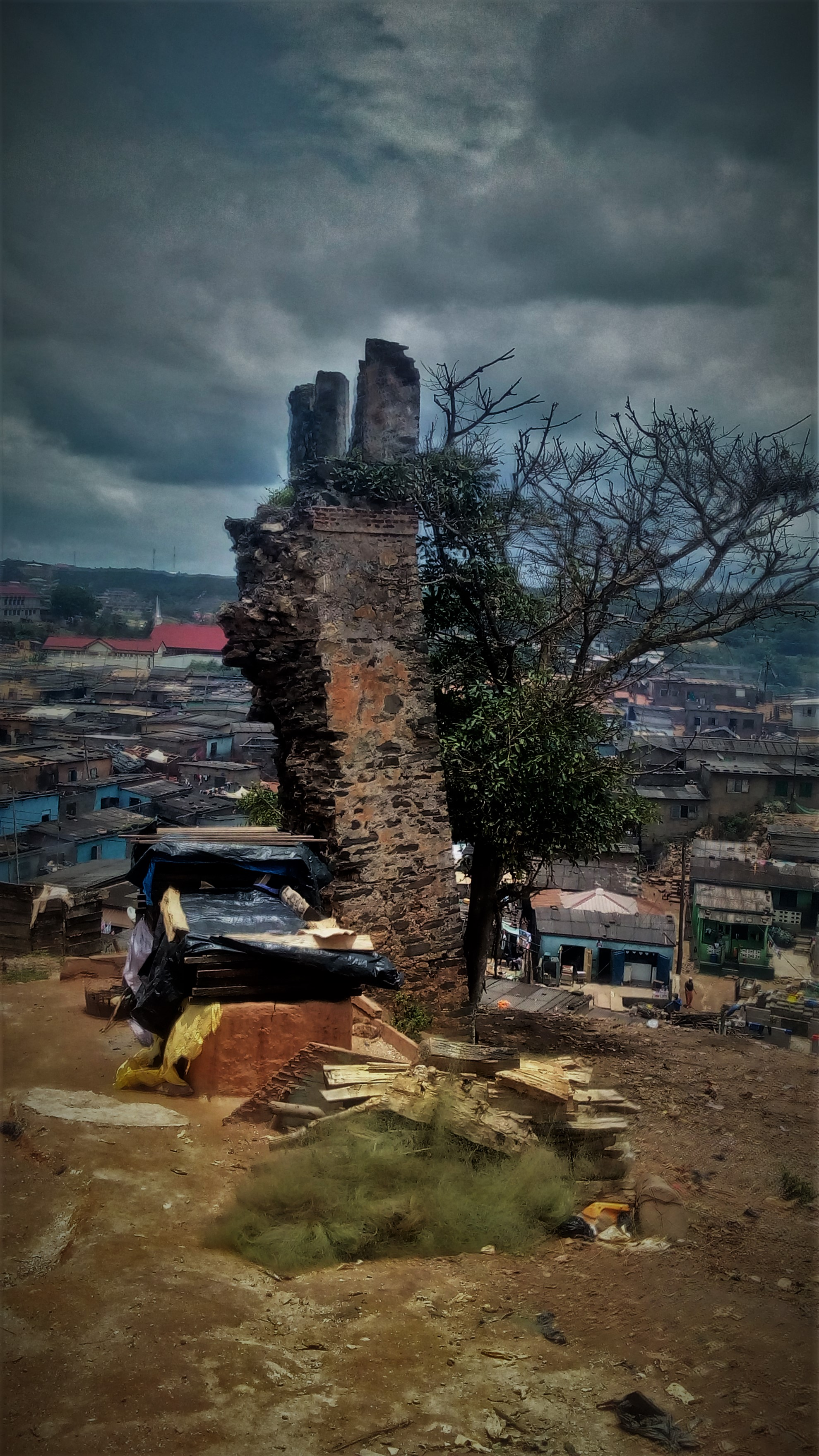
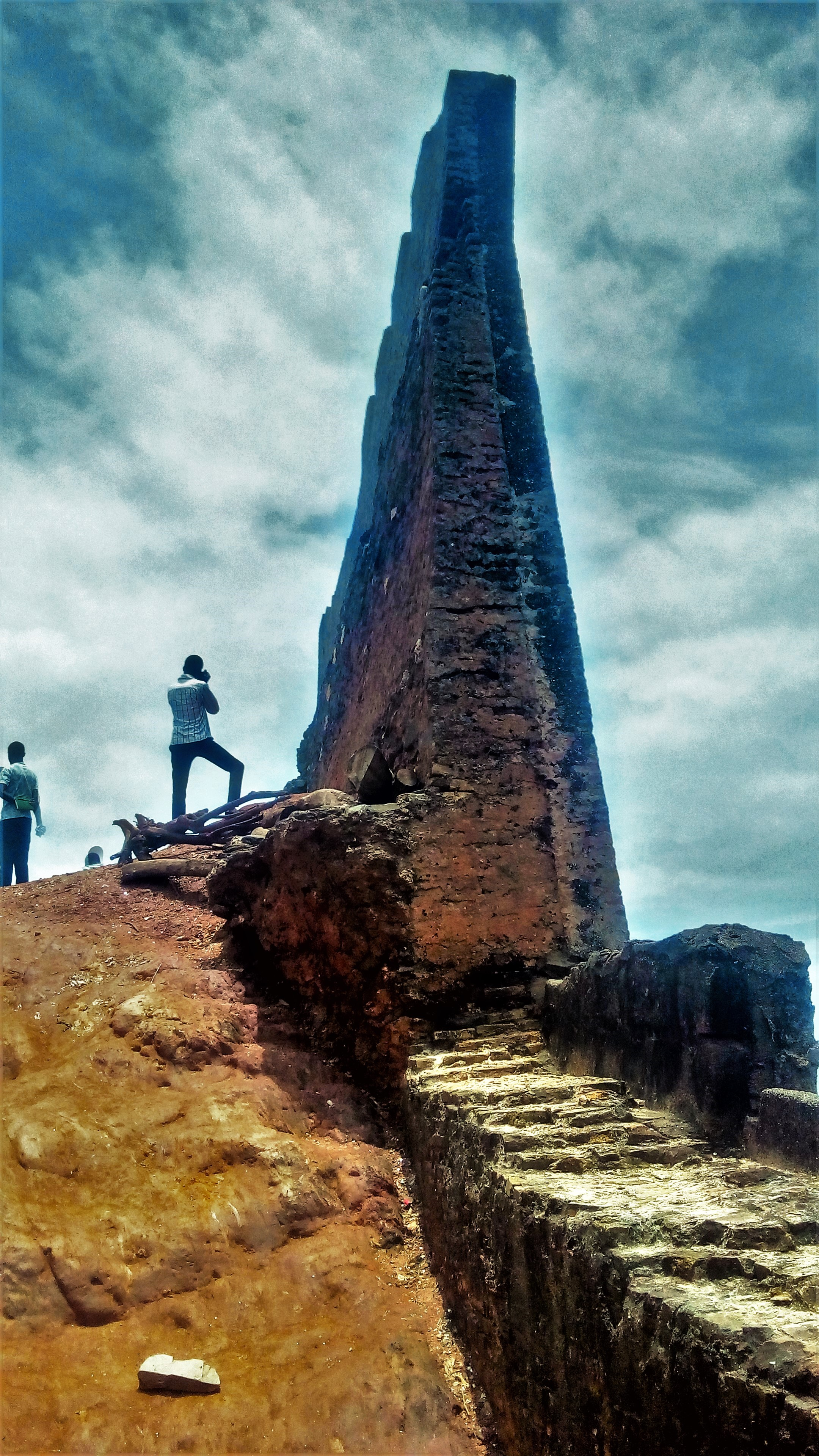
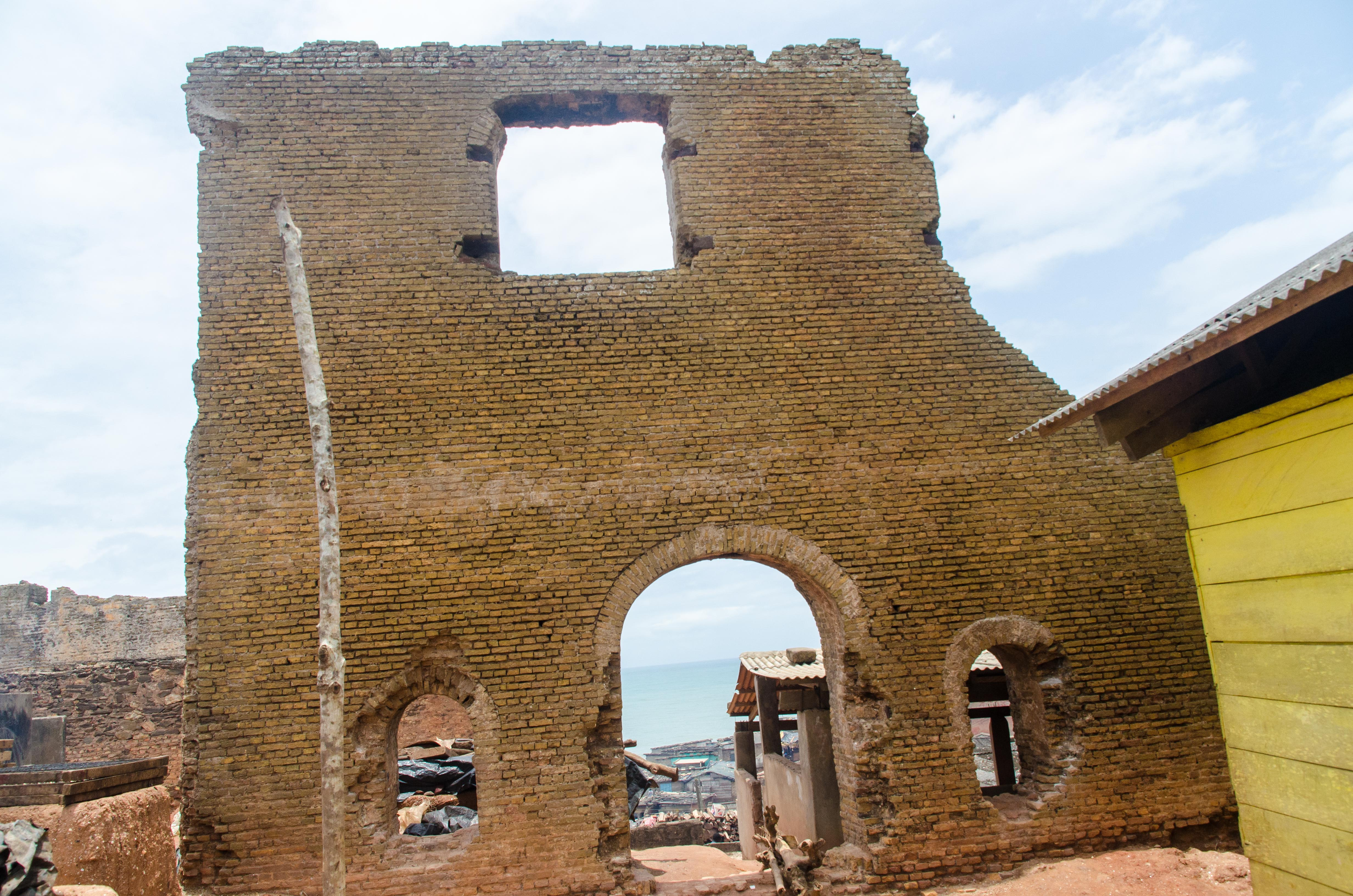